# Frank S. Black

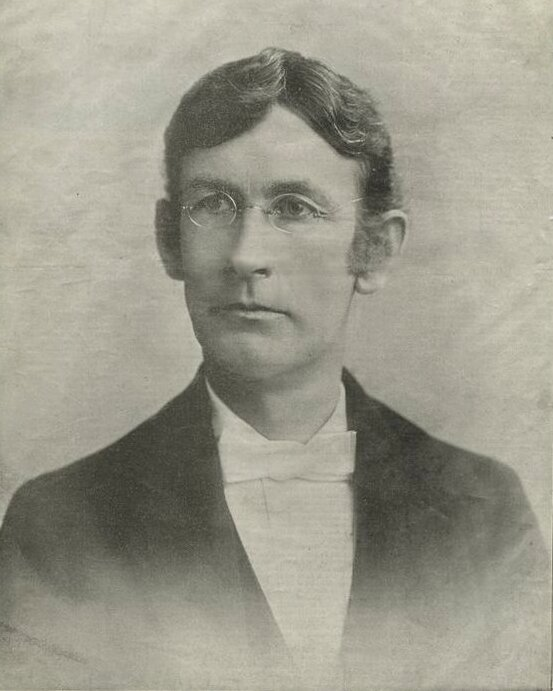
Frank S. Black

Frank Swett Black, född 8 mars 1853 i York County, Maine, död 22 mars 1913 i Troy, New York, var en amerikansk republikansk politiker. Han var den 35:e guvernören i delstaten New York 1897-1898.
Han avlade 1875 sin grundexamen vid Dartmouth College. Han arbetade sedan som journalist i Troy, New York. Han studerade juridik och inledde 1879 sin karriär som advokat i Troy. Han var ledamot av USA:s representanthus från New York 1895-1897. Han avgick från representanthuset för att tillträda som guvernör. Han efterträddes som guvernör av Theodore Roosevelt. Black arbetade därefter som advokat i New York.